# Marko Vego
Marko Vego (Čapljina, 8. siječnja 1907. – Sarajevo, 27. veljače 1985.) bio je hrvatski i bosanskohercegovački povjesničar i arheolog.

## Život
Rođen je 1907. u Čapljini,  otac mu se zvao Jozo. Godine 1938. u Nikšiću s katoličanstva prelazi na pravoslavlje.
Klasičnu gimnaziju završio je na Širokom Brijegu, teologiju u Frieburgu i Zagrebu, a povijest na Filozofskom fakultetu u Zagrebu. Radio je kao profesor u više gradova (Nikšić, Trebinje), bio je ravnatelj gimnazija u Trebinju, Mostaru i Učiteljske škole u Sarajevu. Od 1950. – 1957. bio je ravnatelj Zemaljskog muzeja u Sarajevu.
Predmet znanstvenog rada uglavnom mu je bio srednji vijek. Najznačajnije rezultate dao je na polju arheologije, numizmatike, epigrafike i topografije povijesti srednjovjekovne Bosne i Hercegovine. Objavio je više od 300 znanstvenih radova.  

## Djela
- Povijest Humske zemlje (Hercegovine), Samobor 1937.
- Don Ivan Musić i Hrvati u Hercegovačkom ustanku 1875. – 1878. godine, vlastito izdanje, Sarajevo 1955.
- Naselja srednjovjekovne bosanske države, Sarajevo 1957.
- Historijska karta srednjovjekovne bosanske države, 1. izdanje, Sarajevo 1957., 2. izdanje 1978.
- Historija Broćna od najstarijih vremena do turske okupacije, Sarajevo 1961.
- Bekija kroz vijekove, Sarajevo 1964.
- Zbornik srednjovjekovnih natpisa Bosne i Hercegovine (I – IV, Sarajevo 1962. – 70.)
- Iz historije srednjovjekovne Bosne i Hercegovine, Sarajevo 1980.
- Historija Brotnja od najstarijih vremena do 1878. godine, Čitluk 1981.
- Postanak srednjovjekovne bosanske države, Sarajevo 1982.